# Kantai Collection
Kantai Collection (艦隊これくしょん) er et populært Anden Verdenskrigs mecha-musume japansk computerspil-franchise. Der er 2.000.000 spillere i Japan. Er allerede udkommet som manga, og spillet bliver nu ported til PlayStation Vita og lavet til en anime.